# 雪豹勋章
雪豹勋章，另译雪豹奖章，是哈萨克斯坦的勋章，根据哈萨克斯坦共和国1999年7月26日第462-1号法律设立。勋章丝带为深蓝色，中间有三道黄色条纹。

## 授予条件
此勋章是因特殊功绩而授予的：
- 加强哈萨克斯坦共和国的国家地位和主权；
- 确保哈萨克斯坦人民的和平、社会巩固和团结；
- 在国家、工业、科学、社会文化和公共活动中有杰出贡献；
- 加强各国人民之间的合作、和睦相处、共同丰富民族文化、国家间的友好关系。

## 勋章等级
此勋章有三个等级：
- 一等雪豹勋章由一颗星星和肩带上的徽章组成。
- 二等雪豹勋章由胸甲上的徽章组成。
- 三等雪豹勋章由颈带上的徽章组成。

勋章的最高等级是一等勋章。颁奖顺序分别为：三等、二等和一等。在特殊情况下，根据国家元首的决定，可以在不考虑顺序的情况下授予。